# Ich bin nur vorübergehend hier
Ich bin nur vorübergehend hier ist ein Theaterstück von Tankred Dorst, das am 7. Oktober 2007 unter der Regie von Julia Hölscher im Staatstheater Hannover uraufgeführt wurde.

## Handlung
Während des ganzen Stücks schafft es die alte Frau Schilagi im Trippelschritt gerade einmal über die Bühne. Glücklich ist keiner der versammelten Alten. Im Gegenteil: Der alten Frau Lilje sitzt ständig die Angst vor ihren Schulden im Nacken. „Ich bin nur vorübergehend hier“, stellt sie auf Befragen klar. Die Antwort der alten Frau ist im Sinne von Tankred Dorsts unverhohlener Intention entweder eine handfeste Lüge oder eventuell ironisch gemeint. Denn der „Ort der Handlung“ ist im Leben der alten Leute apodiktisch die Endstation. 
Im 21. Jahrhundert schwer Vorstellbares haben die Alten in jungen Jahren mitmachen müssen. Zum Beispiel der Anblick brennender Menschen im brüllenden „Feuersturm“ – ein Bild, das der alte Mann mit den Ohrenschützern nicht loswird.
Nach Handlung muss Ausschau gehalten werden. Das Kind im roten Kleid, das zwischen den alten Leuten umherrennt, verschwindet wie diese hinter Felsbrocken und taucht gelegentlich wieder auf. Eine inhaltliche chronologische Beschreibung wird nicht gewagt, da sodann zwangsläufig ein zerrüttet-zusammenhangloser Eindruck entsteht. Trotzdem kann in den Handlungsabriss zum Beispiel über den alten Richter Hans Dahms – einstmals Gerichtspräsident und den alten Mediziner Dr. Büttner eingestiegen werden: Beide sind verfeindet, haben ausgedient und stehen gleichsam für alle anderen Alten: Gebraucht wird keiner mehr. Schlimmer noch: Vergeblich sucht der Zuschauer nach einer Figur, die ein Ziel erreichen will. Also, beim Richter Dahms ist noch ein Prozess gegen Dr. Büttner in der Schwebe. Man belauert sich. So ärgert sich zum Beispiel der Gerichtspräsident  über das Kind im roten Kleid. Als Dahms dem Kinde von hinten die Augen mit Gewalt zuhält, ist es Büttner, der seinen Intimfeind überrascht. Dahms hat im Gegenzug ein waches Auge auf den Mediziner, stellt dessen Kompetenz in Frage und nennt den Widerpart zu Recht einen Menschenhasser. Dr. Büttner will die Alten nämlich auf seine Art aus der Welt schaffen: „Eine Spritze, und weg“, sagt dieser Arzt. Der ehemalige Gerichtspräsident nennt das Euthanasie.
Nicht nur Richter Dahms hat seine Probleme mit dem oben genannten Kinde. Gegen Ende des Stücks wird das Kind im roten Kleid schließlich von allen alten Leuten gejagt. Sonny und die Pennerin Alma beteiligen sich nicht an der Hatz. Das Ergebnis: Der Zuschauer muss annehmen, das Kind wurde von den Alten hinter den Kulissen umgebracht. Freudig gestimmt kehren die Mörder vom Tatort zurück. Als Trophäen zeigen sich die „Jäger“ in Papier eingewickelte „Sachen“. Daraus tropft augenscheinlich Blut.
Eine hanebüchene, aber immerhin eine Geschichte gibt Tankred Dorst über den alten Herrn Sonnemann – Sonny genannt – zum Besten. Sonnys reiche Gattin Elinor wurde auf der Straße überfahren. Der Witwer Sonny konnte darauf in Saus und Braus leben. Fünf Millionen sind noch übrig. Sonny spielt mit den gierigen jungen Erben – via Tonband-Botschaft. Alma ist eine mutige Frau. Sie spricht den auf einem Baum hockenden Tod beherzt an. Um Alma macht Dr. Büttner einen Bogen. Alma ist die Einzige, die das unübersichtliche, mit Felsbrocken durchsetzte Gelände als Bleibe akzeptiert hat. Die alte Frau will sich von dem unwirtlichen Ort diesmal nicht vertreiben lassen; selbst nicht von der Müllabfuhr. Alma war es auch gewesen, die drastisch aber ohne Erfolg gegen die auf das Kind gerichteten Aggressionen  eingeschritten war. Als von Tankred Dorst bestellte Gesellschaftskritikerin schimpft Alma den Richter einen Päderasten und den Dr. Büttner einen Weltverbesserer und Mörder, der die Alten abschaffen möchte. 

## Interpretation
Hartmut Krug spricht in seiner Rezension (siehe unten) von einem „allzu existenziell ausgreifenden Suchstück“. Wer hinter dem andauernden Gejammer, Gezeter, Getobe, den Bezichtigungen und üblen Beschimpfungen der fünfzehn alten Leute einen Halt bei seiner privaten Suche finden möchte, kommt in der 16. der 39 Szenen auf den Ausspruch des Richters Dahm von den „vierzehn ungeklärte[n] Todesfällen[n] alter Patienten“, die angeblich auf das Gewissen des Mediziners Dr. Büttner, eines ehemals „namhaften Arztes“ mit „begnadeten Händen“ gehen sollen. Dann wäre der Ort der Handlung kein „Niemandsland“ mehr, sondern so etwas wie ein Hades. Da jedoch die soeben genannte Passage in den noch folgenden 23 Szenen an keiner Stelle aufgegriffen wird, hat es Tankred Dorst mit Sicherheit anders gemeint: das Unverbindlich-nebulöse behält die Oberhand.
In diesem bitterbösen Schwarzweiß-Schnappschuss unserer Gesellschaft ist der arrivierte Bürger der Böse und die Pennerin die Gute.

## Rezeption
- 8. Oktober 2007, Hartmut Krug im DLF: In der Isolation des Alters. Neues Stück von Tankred Dorst in Hannover uraufgeführt
- Christina Sticht: „Eine Spritze und weg“. In: Tagesspiegel. 8. Oktober 2007 („Eine Spritze und weg“ (Memento vom 4. März 2016 im Internet Archive)).
- Oktober 2007, Simone Kaempf bei nachtkritik.de: Ich bin nur vorübergehend hier – die junge Julia Hölscher erkundet Tankred Dorsts Stück vom Alter. Dunkelseherische Kräfte. Enthält auch Verweise auf Besprechungen
- 8. November 2007,  Claudia Schülke in der FAZ Rhein-Main:  Im Land des weißen Luftballons
- Ankündigung der Uraufführung in Hannover
- Vorschau auf die Frankfurter Aufführung von Alexander Brill am 7. November 2007 bei theaterkompass.at
- Suhrkamp kündigt das Stück 2007 an: „Sie müssen akzeptieren, daß ihre besten Zeiten längst vorbei sind, daß sie nicht mehr gebraucht werden, daß sie auf den Tod warten und daß sie miteinander auskommen müssen: die Alten in unserer Gesellschaft.“[8]
- 2007. Kurzbesprechung bei Suhrkamp. Theater & Medien: Synopse
- 28. April 2009,  Mechthild Blum in der Badischen Zeitung zur Inszenierung im Theater Freiburg: Der Tod ist auf einen Baum gestiegen
- Kurzbesprechung zur Aufführung an der Burghofbühne Dinslaken im Sommer 2011. Siehe auch Ralf Schreiner: Verwirrte Träumer im Wartesaal des Todes sowie zur Premiere am 19. April 2013 in der Kathrin-Türks-Halle[9], bei mongolenmeute.de und bei Ich bin nur vorübergehend hier –  Botschaften aus dem Niemandsand (Memento vom 5. Oktober 2013 im Internet Archive).

## Textausgaben
- Tankred Dorst: Ich bin nur vorübergehend hier. In Tankred Dorst, Martin Heckmanns, Harold Pinter, Rafael Spregelburd. Spectaculum 78 – Vier moderne Theaterstücke. Suhrkamp/Insel, Frankfurt am Main 2007. ISBN 978-3-518-41942-7
- Ich bin nur vorübergehend hier. Botschaften aus dem Niemandsland S. 163–219 in Tankred Dorst. Prosperos Insel und andere Stücke. Mitarbeit Ursula Ehler. Werkausgabe 8. Suhrkamp, Frankfurt am Main, 2008. ISBN 978-3-518-42039-3 (verwendete Ausgabe).